# ديمون سكوت
ديمون سكوت (بالإنجليزية: Damon Scott)‏ هو مغني بريطاني، ولد في 18 أكتوبر 1979 في سالزبوري في المملكة المتحدة.

## وصلات خارجية
- الموقع الرسمي